# Mosciano Sant'Angelo
Mosciano Sant'Angelo là một đô thị và thị xã của Ý. Đô thị này thuộc tỉnh Teramo trong vùng Abruzzo. Mosciano Sant'Angelo có diện tích 48 km2, dân số theo ước tính năm 2005 của Viện thống kê quốc gia Ý là 8559 người. 
Các đơn vị dân cư: Colle Cacio, Colle Cerreto, Colle Imperatore, Collepietro, Convento, Costa del Monte, Fornaci, Montone, Mosciano Sant'Angelo Stazione, Notaresco stazione, Santa Filomena, Selva Alta.
Đô thị Mosciano Sant'Angelo giáp với các đô thị: Bellante, Castellalto, Giulianova, Notaresco, Roseto degli Abruzzi, Sant'Omero, Tortoreto.